# Георги Чуранов
Георги Павлов (Павлев) Чуранов е български революционер, деец на Вътрешната македоно-одринска революционна организация.

## Биография
Георги Чуранов е роден в 1860 година в село Смилево, Османската империя, днес Северна Македония. Той е един от основателите на революционния комитет в родното си село и негов председател от 1894 до 1903 година. През април 1903 година в дома на Чуранов се провежда Смилевският конгрес, на който той е избран за революционен началник на Гяватколския район.
През Илинденско-Преображенското въстание през лятото на същата година е войвода на чета и взема участие в сраженията при Смилево. Осъден е задочно на смърт след въстанието. Амнистиран е в 1904 година и отново оглавява революционната организация в родното си село.
През 1912 година ръководи революционната организация в Смилево и като такъв участва в Балканската война. Тогава селски войвода е Павле Кръстев. Неговата съпруга е от охридския род Куртелови. Баща е на учителя Козма Георгиев и на учителката Елена Чуранова.
- Лука Джеров, Анастас Лозанчев и Георги Чуранов.
- Георги Чуранов (вдясно), брат му и семействата им.
- Георги Чуранов във Вардарска Македония